# Casaseca de las Chanas (kommunhuvudort)
Casaseca de las Chanas är en kommunhuvudort i Spanien.   Den ligger i provinsen Provincia de Zamora och regionen Kastilien och Leon, i den centrala delen av landet, 200 km nordväst om huvudstaden Madrid. Casaseca de las Chanas ligger 710 meter över havet och antalet invånare är 369.
Terrängen runt Casaseca de las Chanas är lite kuperad, och sluttar norrut. Runt Casaseca de las Chanas är det glesbefolkat, med 14 invånare per kvadratkilometer. Närmaste större samhälle är Zamora, 9,5 km nordväst om Casaseca de las Chanas. Trakten runt Casaseca de las Chanas består till största delen av jordbruksmark.